# 吐延
吐延（とえん、295年? - 329年?）は、吐谷渾の首長。

## 生涯
慕容吐谷渾の長男として生まれた。317年、慕容吐谷渾が死去すると、吐延が後を継いだ。
その身長は七尺八寸あり、体格は雄偉で、勇気と膂力は人に優れていたことから、羌族はかれをはばかって、「項羽」と呼んだ。才気が高く俗人と交遊せず、漢の高祖や光武帝の頃なら韓信・彭越・呉漢・鄧禹らと中原を駆け回っていただろうと慷慨していた。しかし性格が残忍で、才智にたのんで下を憐れむことをしなかったので、昂城羌の首長の姜聡に刺されてしまった。剣が体に刺さったまま、子の葉延を呼び、将軍の紇抜泥 に幼い葉延を補佐するよう後事を託して死去した。享年は35。13年間の統治であった。
子は12人おり、長男の葉延が後を継いだ。

## 参考資料
- 『晋書』四夷伝
- 『宋書』鮮卑吐谷渾伝
- 『魏書』吐谷渾伝
- 『北史』四夷伝下